# Slavko Luštica
Slavko Luštica (11. ledna 1923, Kumbor - 14. července 1992, Split) byl jugoslávský fotbalista chorvatské národnosti, obránce. Po skončení aktivní kariéry působil jako trenér.

## Fotbalová kariéra
V jugoslávské lize hrál za Hajduk Split, nastoupil ve 213 ligových utkáních a dal 20 gólů. S Hajdukem vyhrál třikrát jugoslávskou ligu. Byl členem jugoslávské reprezentace na LOH 1952. Za reprezentaci Jugoslávie nastoupil v letech 1951-1952 ve 3 utkáních.

## Ligová bilance
| Ročník                          | Zápasy | Góly | Klub         |
| ------------------------------- | ------ | ---- | ------------ |
| Jugoslávská Prva liga 1946/1947 | 23     | 3    | Hajduk Split |
| Jugoslávská Prva liga 1947/1948 | 17     | 2    | Hajduk Split |
| Jugoslávská Prva liga 1948/1949 | 15     | 3    | Hajduk Split |
| Jugoslávská Prva liga 1950      | 18     | 4    | Hajduk Split |
| Jugoslávská Prva liga 1951      | 21     | 2    | Hajduk Split |
| Jugoslávská Prva liga 1952      | 16     | 1    | Hajduk Split |
| Jugoslávská Prva liga 1952/1953 | 21     | 1    | Hajduk Split |
| Jugoslávská Prva liga 1953/1954 | 24     | 2    | Hajduk Split |
| Jugoslávská Prva liga 1954/1955 | 26     | 1    | Hajduk Split |
| Jugoslávská Prva liga 1955/1956 | 21     | 1    | Hajduk Split |
| Jugoslávská Prva liga 1956/1957 | 11     | 0    | Hajduk Split |
| CELKEM 1. jugoslávská liga      | 213    | 20   |              |